# Lucie Myslivečková
Lucie Myslivečková (* 8. prosince 1989 Čeladná) je česká a slovenská bývalá soutěžní krasobruslařka v kategorii tanců na ledě. Reprezentovala Slovensko s Lukášem Csölleyem a soutěžila na zimních olympijských hrách 2018 v jihokorejském Pchjongčchangu. Předtím reprezentovala Českou republiku s Matějem Novákem a s Neilem Brownem.

## Život
Lucie Myslivečková se narodila 8. prosince 1989 v Čeladné. Od roku 1993 byla členkou bruslařského sportovního klubu USK Praha, v Praze také vystudovala gymnázium. Kromě krasobruslení se věnovala také trenérské práci v Norsku.

## Kariéra

### S Matějem Novákem
Lucie Myslivečková začala spolupracovat s Matějem Novákem v roce 2005. Na konci září toho roku začali reprezentovat Českou republiku na ISU Junior Grand Prix (JGP). Svůj mezinárodní seniorský debut absolvovali v září 2007 na Nebelhorn Trophy, poté získali stříbrnou medaili na JGP 2007 v anglickém Sheffieldu. V listopadu převzali seniorskou bronzovou medaili na Memoriálu Pavla Romana. Pár Myslivečková / Novák pak získal bronzovou medaili na JGP 2008 ve francouzském Courchevelu. V únoru 2009 soutěžili v bulharské Sofii na svém čtvrtém mistrovství světa juniorů v řadě a skončili na 8. místě. O měsíc později se objevili na svém prvním vyšším šampionátu ISU a na mistrovství světa 2009 v Los Angeles se umístili na 21. místě. V seniorské Grand Prix pak debutovali v následující sezóně, na ruském poháru 2009 skončili na 7. místě a na NHK Trophy 2009 na 9. místě. Část této sezóny kvůli zlomenému loktu Lucie Myslivečkové. Umístili se na 16. místě na mistrovství světa 2010 v italském Turíně. Během sezóny 2010–11 získali stříbro na Memoriálu Ondřeje Nepely, skončili na 6. místě v NHK Trophy a na 5. místě v ruském poháru. Svůj první mezinárodní titul získali na Golden Spin 2010 v Záhřebu. Na konci sezóny se Matěj Novák rozhodl svoji kariéru v soutěžní bruslení ukončit.

### Další partnerství
V létě roku 2011 Lucie Myslivečková vytvořila taneční pár s francouzským krasobruslařem Neilem Brownem. Oba reprezentovali Českou republiku a kromě dvou národních titulů získali také bronzovou medaili na Bavarian Open v roce 2012, stříbro na Ice Challenge 2012 a bronz na mezinárodní trofeji v Lyonu 2013. Pár Myslivečková / Brown soutěžil na třech mistrovstvích Evropy a dosáhl svého nejlepšího umístění na 14. místě na mistrovství Evropy 2013 v chorvatském Záhřebu. Na 21. místě po krátkých tancích nepostoupili do posledního segmentu soutěže na mistrovství světa 2013 v Londýně v Ontariu v Kanadě. Jejich poslední společnou soutěží bylo Bavarian Open v únoru 2014. Myslivečková pak krátce bruslila s českým krasobruslařem Pavlem Kaškou, ale na mezinárodní úrovni nezaznamenali úspěchy. Poté, co podstoupila operaci vazu v koleni, po které následovalo šest měsíců odpočinku, se stala krasobruslařskou trenérkou v Norsku.

### První sezóna s Lukášem Csölleyem (2017–2018)
Slovenský krasobruslař Lukáš Csölley kontaktoval Myslivečkovou poté, co jeho předchozí partnerka ukončila kariéru. Spolupracovat začali koncem června 2016 a dne 11. července 2016 oznámili, že budou společně závodit za Slovensko. Během své první společné sezóny je trénovali Roberto Pelizzola a Paola Mezzadri v italském Miláně. Pár Myslivečková / Csölley získal zlato na Volvo Open Cup v listopadu 2016 a na mistrovství Evropy 2017 v české Ostravě se umístil na 16. místě. V polovině března 2017 se rozhodli odstoupit z mistrovství světa v Helsinkách kvůli zranění ramene Myslivečkové, které vyžadovalo operaci.

### Zimní olympijské hry 2018
Během sezóny 2017–2018 pár Myslivečková / Csölley trénoval pod vedením Barbary Fusar-Poli, Stefana Carusa a Roberta Pelizzolly v italském Miláně. Na konci září pár soutěžil na CS Nebelhorn Trophy 2017, což byla poslední kvalifikační příležitosti pro zimní olympijské hry 2018. Jejich 6. místo stačilo na získání olympijského umístění pro Slovensko, a to o 0,27 bodu. V lednu se umístili na 17. místě na mistrovství Evropy 2018 v ruské Moskvě. V únoru pak závodili na zimních olympijských hrách 2018 v jihokorejském Pchjongčchangu. Kvalifikovali se i do volných tanců a celkově skončili na 20. místě. V březnu se umístili na 25. místě na mistrovství světa 2018 v italském Miláně.

## Programy

### S Lukášem Csölleyem
| Sezóna    | Krátký program | Volné tance |
| --------- | --- | --- |
| 2017–2018 | - Samba: Tico-Tico no Fubá autor Percy Faith - Rumba: Historia de un Amor autor Pérez Prado - Samba: Tico-Tico no Fubá interpretace Sambadrom | - Kabaret (muzikál) interpretace Liza Minnelliová - Mein Herr - Maybe This Time - Cabaret                                          |
| 2016–2017 | - Blues: Cry Me a River Michael Bublé - Hip hop: End of Time Beyoncé                                                                          | - Paris Ibrahim Maalouf - Lilies of the Valley (z filmu Pina) Yun Miyake - Defie 1962 Ibrahim Maalouf - True Story Ibrahim Maalouf |

### S Neilem Brownem
| Sezóna    | Krátký program                                                                                          | Volné tance |
| --------- | --- | --- |
| 2013–2014 | - Foxtrot: Hit by Brick The Atomic Fireballs - Quickstep: Boyfriend (remix) Antoine Delvig vs. Lou Bega | - Mambo Italiano El tattoo del tigre - Manfred's Mambo El tattoo del tigre - Mambo No. 8 Perez Prado                                     |
| 2012–2013 | - Polka: Charlie Chaplin (soundtrack) - Waltz: Umělec Ludovic Bource - Pochod: Kid Charlie Chaplin      | - Pendulum - Challenger Skrillex - Scary Monsters and Nice Sprinters Cutting Edge Sound Design - Scary Monsters and Nice Sprinters remix |
| 2011–2012 | - Whatever Happens Michael Jackson - Mambo, Mambo Lou Bega                                              | - Tough Lover Christina Aguilera - Feeling Good Michael Bublé - Show Me How You Burlesque Christina Aguilera                             |

### S Matějem Novákem
| Sezóna    | Krátký program | Volné tance                                                               |
| --------- | --- | ------------------------------------------------------------------------- |
| 2010–2011 | - Waltz: Battagliero - Quickstep Alexander's Rag Time Band                                                                 | - Let My People Go - Money - Jessica Rabbit - Venus                       |
|           | Originální tanec |                                                                           |
| 2009–2010 | - Finnish polka | - Blues for Klook Eddy Louis                                              |
| 2008–2009 | - Blues: Harlem Nocturne - Quickstep: Let Yourself Go                                                                      | - Endgame (z muzikálu Chess) Björn Ulvaeus                                |
| 2007–2008 | Finnish dance: - Lehty - Leva's Polka Loituma                                                                              | - La Notte Eterna Emma Shapplin                                           |
| 2006–2007 | - Tango Tajemství Daniel Landa - Cellblock Tango z muzikálu Chicago)                                                       | - Once Upon a Time in Mexico Maxime Rodriguez - Wild Time                 |
| 2005–2006 | - Cha Cha: Banga, Banga Buena Vista Social Club - Rhumba: Mi Thierra Edwin Bonilla - Samba: Vive, Vive! Puerto Rican Power | - Whenever, Whenever Shakira - Sing for the Moment - Objection by Shakira |

## Nejvýznamnější úspěchy
GP: Grand Prix; CS: Challenger Series; JGP: Junior Grand Prix

### S Lukášem Csölleyem za Slovensko
| Mezinárodní                 | Mezinárodní | Mezinárodní |
| Event                       | 2016–17     | 2017–18     |
| --------------------------- | ----------- | ----------- |
| Zimní olympijské hry        |             | 20.         |
| Mistrovství světa           | WD          | 25.         |
| Mistrovství Evropy          | 16.         | 17.         |
| CS Lombardia Trophy         |             | 7.          |
| CS Nebelhorn Trophy         |             | 6.          |
| CS Memoriál Ondreje Nepely  | 8.          |             |
| CS Warsaw Cup               | 3.          |             |
| International Cup of Nice   | 8.          |             |
| Volvo Open Cup              | 1.          |             |
| Národní                     |             |             |
| Mistrovství Slovenska       | 1.          |             |
| WD = nedokončili (withdrew) |             |             |

### S Neilem Brownem za Česko

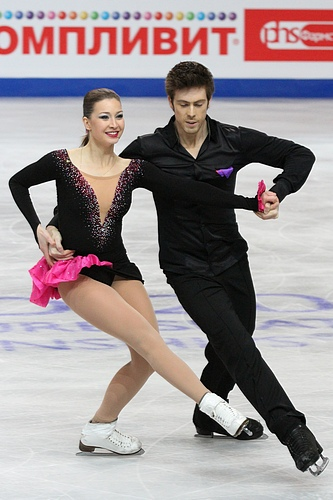
Myslivečková a Brown na Mistrovství Evropy 2012

| Mezinárodní                  | Mezinárodní | Mezinárodní | Mezinárodní |
| Event                        | 2011–12     | 2012–13     | 2013–14     |
| ---------------------------- | ----------- | ----------- | ----------- |
| Mistrovství světa            |             | 21.         |             |
| Mistrovství Evropy           | 19.         | 14.         | 26.         |
| Bavarian Open                | 3.          |             |             |
| Cup of Nice                  |             | 5.          | 10.         |
| Golden Spin of Zagreb        | 10.         |             | 10.         |
| Ice Challenge                |             | 2.          |             |
| Nebelhorn Trophy             |             | 10.         |             |
| Memoriál Ondreje Nepely      |             | 5.          | 10.         |
| Memoriál Pavla Romana        |             | 6.          |             |
| International Trophy of Lyon | 4.          | 3.          |             |
| Národní                      |             |             |             |
| Mistrovství České republiky  | 2.          | 1.          | 1.          |

### S Matějem Novákem za Česko

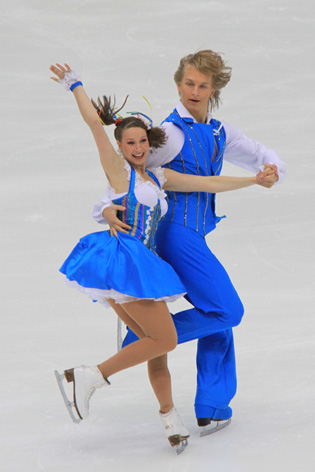
Myslivečková a Novák na NHK Trophy 2009

| Mezinárodní                               | Mezinárodní | Mezinárodní | Mezinárodní | Mezinárodní | Mezinárodní | Mezinárodní |
| Event                                     | 2005–06     | 2006–07     | 2007–08     | 2008–09     | 2009–10     | 2010–11     |
| ----------------------------------------- | ----------- | ----------- | ----------- | ----------- | ----------- | ----------- |
| Mistrovství světa                         |             |             |             | 21.         | 16.         | 22.         |
| Mistrovství Evropy                        |             |             |             |             |             | 10.         |
| GP Cup of Russia                          |             |             |             |             | 7.          | 5.          |
| GP NHK Trophy                             |             |             |             |             | 9.          | 6.          |
| Golden Spin of Zagreb                     |             |             |             |             |             | 1.          |
| Nebelhorn Trophy                          |             |             | 11.         |             | 6.          | 7.          |
| Memoriál Ondreje Nepely                   |             |             |             |             |             | 2.          |
| Memoriál Pavla Romana                     |             |             | 3.          |             |             |             |
| Schäfer Memorial                          |             |             |             | 4.          |             |             |
| Mezinárodní: juniorské                    |             |             |             |             |             |             |
| Mistrovství světa juniorů                 | 19.         | 18.         | 12.         | 8.          |             |             |
| JGP ISU Junior Grand Prix Bulharsko       | 15.         |             |             |             |             |             |
| JGP ISU Junior Grand Prix Česká republika |             |             |             | 4.          |             |             |
| JGP ISU Junior Grand Prix Estonsko        |             |             | 4.          |             |             |             |
| JGP ISU Junior Grand Prix Francie         |             |             |             | 3.          |             |             |
| JGP ISU Junior Grand Prix Velká Británie  |             |             | 2.          |             |             |             |
| Memoriál Pavla Romana                     | 5. J        |             |             |             |             |             |
| Národní                                   |             |             |             |             |             |             |
| Mistrovství České republiky               | 1. J        | 1. J        | 2.          | 2.          |             | 1.          |
| J = juniorská úroveň                      |             |             |             |             |             |             |